# Фадина, Оксана Николаевна
Оксана Николаевна Фадина, урождённая Хлебкова (род. 3 июля 1976, Большеречье, Омская область, РСФСР, СССР) — российский политический деятель, мэр Омска в 2017—2021 годах. Депутат Государственной думы VIII созыва с 2021 года. Заместитель председателя Комитета по региональной политике и местному самоуправлению.

## Биография
Оксана Хлебкова родилась 3 июля 1976 года в посёлке Большеречье Омской области в семье служащих. В 1993 году она окончила Большереченскую среднюю общеобразовательную школу № 1 с серебряной медалью. В 1998 году с отличием окончила Омский государственный аграрный университет (специальность «Бухгалтерский учет, контроль и анализ хозяйственной деятельности», квалификация «Экономист по бухгалтерскому учету и финансам»), затем в 2004 году его аспирантуру по специальности «Экономика и управление народным хозяйством (экономика, организация и управление предприятиями, отраслями, комплексами АПК и сельского хозяйства)». В 2005 году защитила в Ярославской государственной сельскохозяйственной академии кандидатскую диссертацию на тему «Организационно-методическое обоснование создания информационно-консультационного пункта АПК районного уровня (по материалам Омской области)».
До прихода на государственную службу Фадина работала в строительной компании, на руководящих должностях в коммерческих организациях. В 2012—2013 годах она была заместителем министра экономики Омской области, в 2013—2015 — исполнительным директором ОАО «Омскгоргаз». В 2015 году была назначена первым заместителем министра экономики Омской области, а вскоре после этого возглавила министерство.
В ноябре 2017 года Фадина выдвинула свою кандидатуру на должность мэра Омска. С самого начала она считалась ставленницей временно исполняющего обязанности губернатора Омской области Александра Буркова и соответственно фавориткой голосования. 17 ноября прошла во второй тур выборов, получив 11 голосов конкурсной комиссии (второе место занял Фридрих Мецлер с 9 голосами). Накануне решающего этапа голосования Бурков заручился для Фадиной поддержкой большинства в Омском городском Совете, и 22 ноября на специальном заседании омского парламента депутаты единогласно одобрили её кандидатуру.
8 декабря 2017 года Фадина официально вступила в должность мэра, став первой женщиной-градоначальником в истории Омска. В тот же день она вступила в партию «Единая Россия». В марте 2021 года стало известно, что она выдвинет свою кандидатуру на выборах в Госдуму. Она победила на праймериз «Единой России», а в сентябре 2021 года была избрана депутатом Госдумы.
Из-за вторжения России на Украину Фадина находится под международными санкциями Евросоюза, США, Великобритании и ряда других стран.

## Семья
В открытых источниках до избрания Фадиной мэром практически не было информации о её личной жизни. После выборов стало известно, что она была замужем дважды — за Сергеем Ивахненко и Юрием Фадиным. Оба брака закончились разводом (после второго она сохранила фамилию мужа), дети в них не рождались.
В 2018 году у мэра появился приёмный ребёнок — дочь Ева. Фадина забрала девочку из детского дома в возрасте примерно шести месяцев.